# Anopheles erepens
Anopheles erepens este o specie de țânțari din genul Anopheles, descrisă de Gillies în anul 1958. Conform Catalogue of Life specia Anopheles erepens nu are subspecii cunoscute.